# Julio Renato
Julio Renato  ( Argentina, ?  - 1971) fue un actor de reparto de cine y de teatro de extensa trayectoria.

## Carrera profesional
Debutó en cine dirigido por Enrique Larreta en El linyera (1933) y continuó filmando por más de veinte años. Se destacó como gran histrión y también trabajó en el teatro, ámbito del que se recuerdan su participación en La pícara fiorentina (1940) del escritor Edmundo Guibourg en el Teatro Politeama en la compañía encabezada por Mecha Ortiz y Rosa Rosen y en El patio de la morocha (1952) en el Teatro Presidente Alvear en un elenco en el que estaban Agustín Irusta, Aída Luz y Pedro Maratea.
Sus últimos años los vivió en la localidad de Castelar donde daba clases de actuación.

## Filmografía
Actor
- La cueva de Alí Babá   (1954)…Gilberto Gil
- El complejo de Felipe   (1951)
- Escándalo nocturno   (1951)
- Fúlmine   (1949)
- Un hombre solo no vale nada   (1949)
- Una atrevida aventurita   (1948)
- Los secretos del buzón   (1948)
- Novio, marido y amante   (1948)
- El tango vuelve a París   (1948)
- Romance musical   (1946)
- Deshojando margaritas   (1946)
- Adiós Pampa mía   (1946)…. Empresario
- Madame Sans Gene   (1945)
- Veinticuatro horas en la vida de una mujer   (1944)
- Se rematan ilusiones (1944)
- Cándida, la mujer del año  (1943)
- Son cartas de amor (1943)
- Luisito (1943)
- El pijama de Adán (1942)
- Claro de luna   (1942)
- El profesor Cero   (1942)
- Bajó un ángel del cielo   (1942)
- Fantasmas en Buenos Aires  (1942)
- Ponchos azules  (1942)
- Vacaciones en el otro mundo  (1942)
- Elvira Fernández, vendedora de tienda  (1942)
- Sendas cruzadas  (1942)
- Mar del Plata ida y vuelta  (1942)
- El pijama de Adán  (1942)
- En la luz de una estrella  (1941)
- Cuando canta el corazón  (1941)…El franciscano
- Orquesta de señoritas  (1941)
- Soñar no cuesta nada  (1941)
- La canción de los barrios  (1941)
- Si yo fuera rica  (1941) …Director 1
- Ha entrado un ladrón  (1940) …Melitón Gutiérrez
- Frente a la vida  (1939)
- Nativa  (1939)
- Mandinga en la sierra  (1939)
- La vuelta al nido  (1938)…Gerente
- Madreselva  (1938)
- Kilómetro 111  (1938)
- Tararira (la bohemia de hoy)   (inédita) (1936)
- El linyera (1933)